# Hantzsch Island
Hantzsch Island är en ö i Kanada.   Den ligger i territoriet Nunavut, i den östra delen av landet, 2 000 km norr om huvudstaden Ottawa. Arean är 0,32 kvadratkilometer.
Terrängen på Hantzsch Island är platt. Öns högsta punkt är 157 meter över havet. Den sträcker sig 0,6 kilometer i nord-sydlig riktning, och 0,7 kilometer i öst-västlig riktning.
Trakten runt Hantzsch Island är nära nog obefolkad, med mindre än två invånare per kvadratkilometer.